# Waiouru
 (août 2021).
Si vous disposez d'ouvrages ou d'articles de référence ou si vous connaissez des sites web de qualité traitant du thème abordé ici, merci de compléter l'article en donnant les références utiles à sa vérifiabilité et en les liant à la section « Notes et références ».
Waiouru est une petite ville du district de Ruapehu, dans la région de Manawatu-Wanganui en Nouvelle-Zélande. Elle s'est développée avec son camp militaire et compte 970 habitants en 2017.

## Géographie

### Localisation
Elle est située sur le plateau volcanique sud-est de l'île du Nord, à 130 km au nord de Palmerston North et à 25 km au sud-est du mont Ruapehu.
Au nord de Waiouru se trouve le tronçon de la route nationale 1 appelé Desert Road. Il traverse la zone d’entraînement militaire de 870 km2, située principalement à l’est de la route. il parcourt, ensuite, 50 km dans le désert de Rangipo jusqu'à Turangi (en), à l'extrémité sud du lac Taupo.
Waiouru se trouve sur la ligne de chemin de fer principale de l’île du Nord, qui est entrée en service en 1907. La gare de Waiouru est la plus haute gare (814 m) du système ferroviaire néo-zélandais. L'Overlander ne s'y arrête plus depuis avril 2005.
À sept kilomètres à l'ouest de Waiouru se trouve la petite colonie de Tangiwai, site de la pire catastrophe ferroviaire (en) survenue en Nouvelle-Zélande. Le 24 décembre 1953, le train express de nuit allant de Wellington à Auckland a passé le pont ferroviaire de Tangiwai juste après son affaiblissement par un lahar du mont Ruapehu. Le pont s'est effondré, envoyant le train dans la rivière Whangaehu, faisant 151 victimes. De nombreux membres de l'armée et de la marine ont participé au sauvetage des survivants et à la récupération des corps. Sœur Mortimer de l'hôpital du camp de Waiouru, surnommée « L'Ange de Tangiwai », travaille sans relâche pendant trois jours pour soigner les survivants et prendre en charge les corps.

### Climat
En raison de son altitude élevée et de sa proximité avec le mont Ruapehu, le climat de Waiouru est froid toute l'année, contrairement à d'autres villes de l'île du Nord, et particulièrement froid lorsque le vent souffle de la montagne. La route du désert est régulièrement fermée en hiver en raison de fortes chutes de neige. Le climat de Waiouru peut être décrit comme continental.

## Histoire
Le mouton mérinos a été amené de Taupo en 1855 par le missionnaire Tom Grace, pour pâturer sur les terres en touffes de la région de Waiouru. Le troupeau a été mangé par les guerriers de Te Kooti en 1869, et 4000 autres mérinos ont été transportés dans les montagnes depuis Hawke's Bay.
En Angleterre, le développement de machines à vapeur pour la confection de vêtements en laine a entraîné une augmentation du prix de la laine brute à 150 £ par tonne (environ 60 NZD le kilo aux valeurs actuelles). Et Waiouru étant situé au milieu des plaines de Murimotu, 60 000 hectares de pâturages en touffes, eut de quoi faire paître 60 000 moutons, produisant chaque année environ 240 tonnes de laine d'une valeur de 36 000 £ (soit un pouvoir d'achat de 14 millions de dollars néo-zélandais actuels)
En 1871, le gouvernement chercha à louer ces plaines en touffes. Il proposa aux propriétaires terriens maoris un loyer annuel de 3500 livres sterling, d'une valeur de 1,4 million de dollars néo-zélandais aujourd'hui. Tous les groupes propriétaires fonciers ont dû s'entendre, ce qui a provoqué de grands retards, certaines parties des plaines de Murimotu ayant été utilisées pour rassembler des oiseaux sauvages par tous les propriétaires terriens environnants, Ngati Rangi (Karioi / rivière Whanganui). Ati Hau / Tuwharetoa (Taumarunui / Lac Taupo) et Ngati Whiti (Moawhango).
Les frontières avaient été définies en 1850 par une immense assemblée (hui en maori) présidée par Richard Taylor, missionnaire de Wanganui. La plupart des terres de Murimotu avaient été attribuées à divers hapu de Ngati Rangi, mais aucun argent n'était en jeu à l'époque.
En 1876, après cinq ans d'audience devant le tribunal foncier de Wanganui, il n'y avait toujours pas d'accord. En 1877, cent six propriétaires demandeurs avaient signé le contrat de bail, mais d'autres refusaient car les terrains n'avaient pas encore été arpentés.

### L'accaparement des terres par Studholme
Pendant les disputes, John Studholme, décrit par le Wanganui Herald comme « le requin des terres de Canterbury », faisait déjà brouter son bétail autour de Waiouru depuis trois ans. Soutenu par les capitalistes d'Auckland, Moorhouse, Morrin et Russell, il conclut un accord totalement illégal en 1874, louant la terre pendant 21 ans à Topia Turoa, qui revendique la propriété de toutes les terres entre Rangipo et Karioi par le biais de son mariage avec Makarena Utaora de Ngati Rangi.
En mars 1874, les habitants de Studholme ont déplacé le bétail et les moutons dans les terres. Ils ont commencé à construire des maisons, des écuries et des hangars à Karioi et des cabanes de bergers à Waiouru.
En janvier 1880, Studholme tenta d’obtenir de Topia la propriété permanente des terres et envoya des arpenteurs-géomètres marquer les limites exactes. Cela a provoqué la colère de la faction Ngati Rangi qui appela le major Kemp à l’aide. Il réactiva sa compagnie de combattants armés chevronnés, avec lesquels il avait mis en déroute les Hauhau lors de la bataille de Moutua, 16 ans auparavant. Ils montèrent de la vallée de la rivière Whanganui jusqu'à Waiouru, jusqu'aux hauteurs stratégiques de Auahitotara, où ils commencèrent des exercices de tir réel. Cela bouleversa le peuple Ngati Whiti du village de Moawhango, situé à 15 km à l'est, qui remobilisa également ses propres combattants. La milice Moawhango s’avança vers les cabanes de deux bergers à Te Waiu et creusa des tranchées tout autour. Ces tranchées, connues sous le nom de site Waiu Pa, sont encore visibles aujourd'hui.
Un missionnaire maori désamorça la situation avant toute effusion de sang et, en 1884, le tribunal foncier attribua finalement à divers hapu de Ngati Rangi la propriété de chaque bloc de la terre de Murimotu.
Mais ce fut une victoire creuse pour Studholme ; bien que ses coûts soient restés élevés, le prix payé pour la laine chuta avec la mise en production de vastes nouvelles fermes ovines en Australie. Et l'hiver extrêmement froid de 1893, avec une neige épaisse sur le sol, de Pâques à octobre, tua 20 000 de ses moutons et laissa le reste émacié.
Au milieu des années 1890, il n'y avait plus que 40 000 mérinos dans les zones à houppes situées entre le bush de Karioi et les chaînes de Kaimanawa.

### Développement des infrastructures

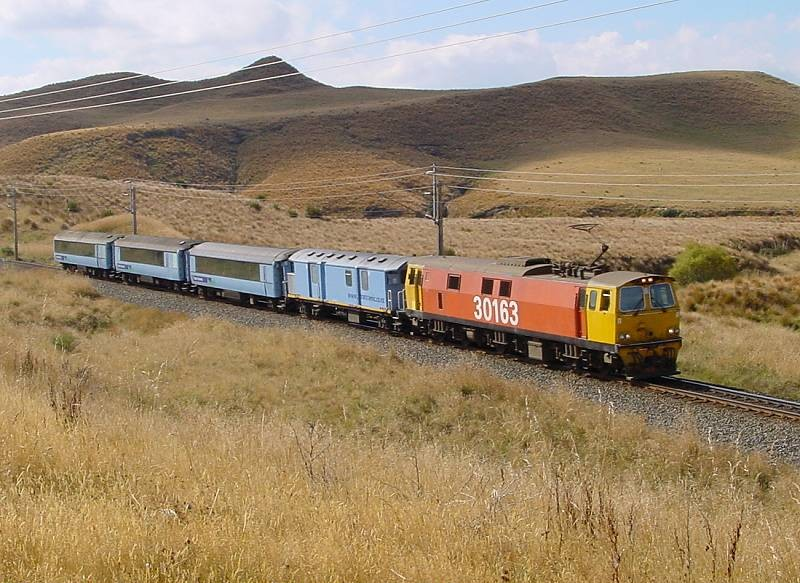
L'Overlander, tracté par une EF 30163 near Waiouru

Des premières formes de banlieue s'étaient formées dans les années 1870, après la découverte de traces d'or en 1869, à 30 km au nord-est de Waiouru sur la piste de M.Lyon à Kereru. La piste Gentle Annie a été utilisée pour acheminer les centaines de tonnes de laine Murimotu à Napier et plus tard, des routes plus courtes, mais plus boueuses, ont été construites jusqu’à Wanganui. Ces pistes ont ensuite été transformées en routes pour les wagons de laine et les diligences. En 1897, il existait à Waiouru une gare routière desservie par les autocars de la liaison Napier-Taupo.
Vers 1904, Alfred Peters créa un bureau de poste, un magasin et un centre d'hébergement pour voyageurs à Waiouru et pour les 500 hommes qui creusaient les énormes tranchées de voies ferrées à 1 km à l'ouest de Waiouru. Cent ans plus tard, en 2007, les descendants d'Alfred Peters étaient encore agriculteurs, juste à l'est de Waiouru.
Le chemin de fer est arrivé en 1907, mais à ce moment-là, il ne transportait pas beaucoup de laine, car le surpâturage par des moutons avait conduit à une invasion de lapins. Dans les années trente, aucun mouton ne pouvait pâturer à Waiouru. En 1939, la plupart des terres à bail de Waiouru furent louées par le gouvernement pour le camp de l'armée.
Wally Harding a commencé à cultiver et à développer l'exploitation du mouton à Waiouru en 1939, en cultivant le champ de touffes avec des disques géants tirés par un tracteur à chenilles, puis surserrant avec des swedes. En 1951, il commença à survoler sa ferme avec un Tiger Moth issus des surplus de la guerre. Ce projet a été étendu à Wanganui Aero Work Ltd. Le petit-fils de Wallie, Lockie, exploite toujours la ferme de Waiouru en 2014.

## Activités militaires

### Camp militaire de Waiouru

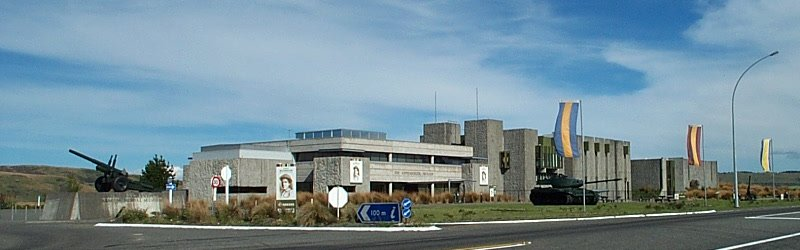
Waiouru Army Museum

Waiouru est une ville militaire qui s'est développée conjointement au camp de l'Armée néo-zélandaise et au groupe d'entraînement (Army Training Group), responsable de la formation des recrues et autres soldats.
De 1936 à 1938, des batteries d'artillerie campaient sous toile à Waiouru pour leurs exercices d'entraînement d'été. En 1939, un mois après la déclaration de guerre, la majeure partie des baux emphytéotiques de Waiouru fut reprise par la Couronne. En décembre 1940, un grand camp d'entraînement avait été construit et 340 km2 de terrain acquis pour l'entraînement.
À partir de 1949, 250 km2 supplémentaires de terres situées au nord et à l'est ont été acquis pour la formation, la modernisation de l'autoroute et la construction d'une ligne à haute tension dans la vallée de Moawhango. La base s’est étendue au service national obligatoire et à la formation NZSAS. À son apogée dans les années 1970, Waiouru comptait 6 000 habitants, dont plus de 600 enfants d'âge scolaire.
Dans les années 1980, certaines unités de l'armée ont été transférées à Linton et, en 1990, la population permanente de Waiouru était tombée à environ 3 000 personnes. En 2005, la population de Waiouru a été ramenée à environ 2 000 avec le transfert du personnel des forces blindées au camp de Linton et à Ohakea. Mais l'armée s'attend à ce qu'un certain nombre de formations continuent d'être dispensées à Waiouru.

### Aérodrome de Waiouru
L’Armée de l’air royale néo-zélandaise utilise l’aérodrome de Waiouru (code OACI : NZRU) à l’ouest du camp pour effectuer des atterrissages d’avions de transport C-130 Hercules, ses hélicoptères NH-90 et A-109 pouvant se poser sur le terrain de Jameson Field à l'intérieur du camp.

### HMNZS Irirangi
La station de communications navales (en) située à 6 km au sud de Waiouru était gérée par la marine royale néo-zélandaise pendant la Seconde Guerre mondiale sous le nom de Waiouru W/T Station, et à partir de 1951 sous le nom de HMNZS Irirangi (Voix de l'esprit en maori). Elle dispose également d'un site, avec d'énormes antennes, à 2 km au nord de Waiouru, à côté du camp militaire. La station a été déclassée en 1993 et remplacée en tant que station d'interception par les stations de Waihopai et de Tangimoana. Ses fonctions actuelles sont maintenant assurées par un petit contingent des équipes de maintenance de la Marine.

## Population et société

### Éducation
L'école Waiouru, une école primaire publique complète (années 1-8), est l'unique école de Waiouru. Elle comptait 99 élèves en août 2018
Le collège le plus proche de Waiouru est le collège Ruapehu, situé à 27 kilomètres à Ohakune.

## Économie et patrimoine
L'attraction principale de Waiouru est le musée commémoratif de l'armée de la Reine Élisabeth II, ouvert en 1978, qui présente des expositions statiques sur le patrimoine militaire de la Nouvelle-Zélande.
Le reste du canton se compose d'un petit groupe composé d'un commissariat de police, de deux garages, d'une station-service/agence postale, d'un carrossier, de deux motels, d'une taverne et d'une demi-douzaine de cafés/restaurants répartis le long de l'autoroute. Il existe trois stations essences non habités pour les quelque 700 gros camions de fret qui passent par Waiouru chaque jour. À proximité se trouvent les locaux d'une entreprise de voirie et d'une entreprise d'entretien. Une épicerie, une coiffeuse et une esthéticienne se trouvent dans le quartier des logements de l'armée, à deux kilomètres. Un centre médical, une bibliothèque publique, un café et un grand magasin se trouvent à l'intérieur du camp de l'armée.